# David Zuckerman
David J. Zuckerman (Danville, 28 agosto 1962) è uno sceneggiatore e produttore televisivo statunitense, noto principalmente per essere lo showrunner e il produttore esecutivo della serie animata I Griffin e della serie televisiva Wilfred.
Nato a Danville, in California, David si è laureato all'University of California, a Los Angeles. La prima serie che ha scritto è stata Willy, il principe di Bel-Air, alla quale segue King of the Hill di cui ha prodotto alcuni episodi per la Fox.
Nel 1999 comincia a lavorare con Seth MacFarlane, con cui ha contribuito a produrre I Griffin e American Dad.
Attualmente vive a Westside, in California, con la moglie e i due figli.

## Filmografia

### Sceneggiatore
- Freddy's Nightmares – serie TV, 1 episodio (1990)
- Willy, il principe di Bel-Air (The Fresh Prince of Bel-Air) – serie TV, 6 episodi (1993-1994)
- The Last Frontier – serie TV, 1 episodio (1996)
- King of the Hill – serie TV, 4 episodi (1997-1999)
- American Dad! – serie TV, 6 episodi (2005-2009)
- Wilfred – serie TV, 2 episodi (2011)

### Produttore
- Willy, il principe di Bel-Air (The Fresh Prince of Bel-Air) – serie TV, 25 episodi (1994-1995) - coproduttore
- The Last Frontier – serie TV, 3 episodi (1996) - coproduttore esecutivo
- King of the Hill – serie TV, 48 episodi (1997-1999) - coproduttore esecutivo/produttore consulente
- I Griffin (Family Guy) – serie TV, 35 episodi (1999-2011) - produttore esecutivo
- Four Play (Fourplay), regia di Mike Binder (2001) - produttore esecutivo
- American Dad! – serie TV, 28 episodi (2005-2009) - coproduttore esecutivo/produttore esecutivo
- Wilfred – serie TV, 3 episodi (2011) - produttore esecutivo